# كنيسة عمانوئيل
كنيسة عمانوئيل هي كنيسة إنجيلية أرمنية تقع في حي العزيزية في حلب، سوريا. تأسست الكنيسة عام 1852، وأُنشئَ لها مبنىً جديد في عام 1923. تعمل حاليًا كمقر للمجمع الإنجيلي الأرمني في سوريا، وهي عضو في اتحاد الكنائس الإنجيلية الأرمينية في الشرق الأدنى.
خلال الحرب الأهلية السورية، تضررت كنيسة إيمانويل بعد تعرضها لقصف من قبل المتمردين في 17 يناير 2016.

## القساوسة العاملون
- أدور آغا نيزيبليان (1852-1855)
- القس نزار مكانيان (1855-1865)
- القس سركيس سركيسيان (1865-1890)
- القس جاراب ماركاريان (1865-1890)
- السيد كيفورك كازنجيان (1865-1890)
- السيد جاراب أداناليان (1865-1890)
- السيد كريكور تشوكوريان (1865-1890)
- السيد كاريكين كيومجيان (1865-1890)
- القس مانوك مسيريان (1891-1903)
- القس ستيبان توفماسيان (1904-1913)
- القس هوفانيس اسكيجيان (1913-1916)
- القس جارابد هاورتونيان (1922-1931)
- القس سيساج مانوكيان (1931-1932)
- القس سيراجان أغابيان (1932-1952)
- القس صغومون نويوخوكيان (1950-1959)
- القس هوفانيس كارجيان (1960-1979، عملَ كمساعد 1956-1958)
- القس صغومون كيلاغيبيان (1980-1995)
- زيارة الرعاة والوعاظ (1995-1997)
- القس سيروب ميجيرديشيان (1997-2015)
- السيد صموئيل طاشجيان (2016 إلى الوقت الحاضر)